# Полип
Полип у зоологији је један од морфолошких облика жарњака који је цилиндричан најчешће причвршћен за подлогу, радијалне симетрије и размножава се бесполним начином. Полипоидни облици се јављају код хидрозоа и антозоа, док се у класи сцифозоа не јавља или се јавља у веома редукованом облику. 
Полипи могу да живе као:
- појединачне јединке, солитарне форме или
- колонијални организми.

Код класе хидрозоа долази до смене две генерације: полипа и медузе, док класа антозоа има само полипоидну генерацију. Морске сасе и корали грађени су као полипи.
Телесни зид полипа изграђен је од два слоја ћелија, спољашњег епидермиса и унутрашњег ендодермиса између кјоих се налази нећелијска, желатинозна мезоглеја.